# خط الاستواء الشمسي
إن خط الاستواء الشمسي هو خط العرض الموجود «تحت» أشعة الشمس مباشرة؛ حيث تكون الشمس فوق الرأس بشكل عمودي في منتصف النهار. ونظرًا لميل مدار الأرض، يختلف خط الاستواء الشمسي خلال العام من مدار الجدي في شهر ديسمبر إلى مدار السرطان في شهر يونيو.